# 能斯特-普朗克方程
能斯特-普朗克方程（英語：Nernst–Planck equation）是一个用来描述带电荷的化学物质在流体中运动的方程。它拓展了菲克定律，可以描述粒子在扩散的同时因为静电力而相对于流体移动的情况。
此方程因瓦尔特·能斯特和马克斯·普朗克命名。

## 方程
它描述了同时受粒子浓度梯度和电场E = −∇φ −∂A/∂t影响的粒子流通量：
{\displaystyle {\frac {\partial c}{\partial t}}=-\nabla \cdot J\quad |\quad J=-\left[D\nabla c-uc+{\frac {Dze}{k_{\mathrm {B} }T}}c\left(\nabla \phi +{\frac {\partial \mathbf {A} }{\partial t}}\right)\right]}
{\displaystyle \iff {\frac {\partial c}{\partial t}}=\nabla \cdot \left[D\nabla c-uc+{\frac {Dze}{k_{\mathrm {B} }T}}c\left(\nabla \phi +{\frac {\partial \mathbf {A} }{\partial t}}\right)\right]}
其中J是扩散通量密度， t是时间， D是化学物质的扩散率， c是物质的浓度， z是离子物质的化合价， e是元素电荷， kB是玻尔兹曼常数， T是温度{\displaystyle u}是流体的速度， {\displaystyle \phi }是电势， {\displaystyle \mathbf {A} }是磁矢量势。
如果扩散粒子本身带电，它们就会受到电场的影响。因此，能斯特-普朗克方程可用于描述土壤中的离子交换动力学。
将时间导数设置为零，并将流体速度设置为零（仅离子在运动），
{\displaystyle J=-\left[D\nabla c+{\frac {Dze}{k_{\mathrm {B} }T}}c\left(\nabla \phi +{\frac {\partial \mathbf {A} }{\partial t}}\right)\right]}
在静态电磁条件下，可得稳态能斯特-普朗克方程
{\displaystyle J=-\left[D\nabla c+{\frac {Dze}{k_{B}T}}c(\nabla \phi )\right]}
最后，以mol /（m 2 ·s）为单位，带入理想气体常数R，可获得更熟悉的方程形式：  
{\displaystyle J=-D\left[\nabla c+{\frac {zF}{RT}}c(\nabla \phi )\right]}
其中F是等于NAe的法拉第常数。

## 引用
1. ↑  Kirby, B. J. . 2010  [2020-12-09]. （原始内容存档于2013-01-18）.
2. ↑  Probstein, R. . 1994.
3. ↑  Sparks, D. L. . Academic Press, New York. 1988: 101ff.
4. ↑  Hille, B.  2nd. Sunderland, MA: Sinauer. 1992: 267.
5. ↑  Hille, B.  3rd. Sunderland, MA: Sinauer. 1992: 318.